# AeroLogic
AeroLogic GmbH é uma companhia aérea de carga, sediada no Aeroporto Leipzig-Halle, na Alemanha. É uma joint venture entre a DHL e Lufthansa Cargo.
O modelo de negócio consiste essencialmente em voos de carga de longo curso, em nome das duas empresas-mãe, a DHL e Lufthansa Cargo. Por conseguinte, variam os destinos de modo, que a AeroLogic voa principalmente em dias durante a semana, em nome da DHL Express com correio aéreo regular entre Europa e Ásia. Nos fins de semana, as aeronaves voam predominantemente para a Ásia e os Estados Unidos, a partir de Leipzig-Halle e Frankfurt.

## Frota
A frota de AeroLogic consiste em novembro de 2020 das seguintes aeronaves:
| Aeronave             | Em serviço | Encomendas | Notas                    |
| -------------------- | ---------- | ---------- | ------------------------ |
| Boeing 777 Freighter | 16         | -          | Registro D-AALA - D-AALH |